# 6783 Gulyaev
6783 Gulyaev (1990 SO28) là một tiểu hành tinh vành đai chính được phát hiện ngày 24 tháng 9 năm 1990 bởi L. I. Chernykh ở Đài vật lý thiên văn Crimean.